# Cornovi di Caithness
I Cornovi erano un popolo dell'antica Britannia, noti solo da una menzione presente nella Geografia di Claudio Tolomeo, opera del II secolo dopo Cristo. Dalla sua descrizione il loro territorio si sarebbe trovato nel Caithness, area della Scozia settentrionale. Tolomeo non menziona nessuna loro città.

## Fonti
- Tolomeo, Geografia, II, 2